# Jorge de Montemayor
Jorge de Montemayor (port. Jorge de Montemor) (* um 1520 in Montemor-o-Velho, Portugal; † 26. Februar 1561 in Turin) war ein portugiesischer Sänger, Übersetzer und Dichter.

## Leben
Über das Leben von Montemayor ist nicht viel bekannt. Es wird vermutet, dass er aus einfachen Verhältnissen stammte und keine Lateinkenntnisse besaß. Er trat früh in Militärdienste, begab sich dann nach Kastilien, wo er Sänger in der königlichen Kapelle wurde, begleitete Philipp II. auf seinen Reisen und kam 1552 im Gefolge der Prinzessin Johanna an den portugiesischen Hof, wo er mehrere Jahre blieb. Er starb 1561 in einem Zweikampf.

## Werk
Durch seine berühmte, aber unvollendet gebliebene Diana (Erstausgabe erschienen 1559 in Valencia und Mailand), welche sich durch Kunst der Erfindung und Charakterzeichnung wie durch Schönheit der Sprache auszeichnet und für klassisch gilt, wurde Montemayor Erfinder des kastilischen Schäferromans, der in den neuesten Literaturen Europas Nachahmungen hervorrief. Der Roman in spanischer Sprache zeichnet sich aus durch musikalische und dichterische Passagen. Er handelt von der unerfüllten Liebe eines Mannes namens Sireno, den die Göttin Fortuna von seinen Liebesqualen befreit. Das Werk wurde 1581 wegen kirchlicher Einwände in Portugal verboten.
In der Folgezeit erschienen zahlreiche Fortsetzungen der Diana, zum Beispiel von Alonso Perez und Gaspar Gil Polo (Diana enamorada, Valencia 1564) oder von Jacques Pousset de Montauban (Les charmes de Félicie, Paris 1654). 
Außerdem besitzen wir von Montemayor eine Gedichtsammlung: Cancionero (Saragossa 1561), sowie drei kleine "Autos" und eine Übertragung der Dichtungen des Troubadours Ausiàs March von 1562.
Übersicht der Werke:
- Diálogo espiritual, 1548
- Exposición moral sobre el salmo LXXXVI, 1548
- Los siete libros de la Diana, 1559
- Cancionero, 1561